# Župnija Vuhred
Župnija Vuhred je rimskokatoliška teritorialna župnija dekanije Radlje-Vuzenica koroškega naddekanata, ki je del nadškofije Maribor.
Župnijska cerkev je cerkev sv. Lorenza.